# بئاته شروت
بئاته شروت (آلمانی: Beate Schrott؛ زادهٔ ۱۵ آوریل ۱۹۸۸) دونده زن سرعت و دو با مانع اهل اتریش است.